# August von Cetto
August Freiherr von Cetto (* 6. September 1794; † 7. August 1879 in London) war ein königlich bayerischer Diplomat, Staatsrat und Kämmerer.

## Leben
August von Cetto war der Sohn des Juristen und  Diplomaten Anton von Cetto und dessen Gattin Anna geb. Cazin. Dieser arbeitete als kurfürstlich-bayerischer Gesandter in Paris und wurde 1812 vom bayerischen König Maximilian I. Joseph in den erblichen Stand eines Freiherren erhoben. Die Familie der Cetto stammte ursprünglich aus Como. Diese oberitalienischen Patrizier wurden in Böhmen ansässig, wo sie 1703 vom römisch-deutschen Kaiser in den Ritterstand aufgenommen wurden.
Freiherr August de Cetto versah vierzig Jahre lang seine Dienste als bayerischer Botschafter am Hofe zu St. James in London. Seine Laufbahn begann er im Jahre 1816 als Dienstanwärter beim Generalkommissariat des Isarkreises. 1817 wechselte er in das Außenministerium, das ihn 1819 als Attaché nach Sankt Petersburg abordnete. 1820 bekleidete er den Rang eines Legationssekretärs daselbst, seit 1821 in London. Über seine erste Privataudienz beim König berichtete die Londoner Tageszeitung The Times unter „Offizielle Termine und Bekanntmachungen.“
Nach der Seeschlacht in der Bucht von Navarino, bei der am 20. Oktober 1827 englische, französische und russische Schiffe einen Großteil der türkischen Flotte versenkten, führten Cettos Verhandlungen mit Lord Palmerston, dem russischen Botschafter Christoph von Lieven und Talleyrand zu einem „Staatsvertrag, geschlossen zu London am 7. Mai 1832 von Frankreich, Großbritannien und Rußland mit Seiner Majestät dem König Ludwig von Baiern, als Vormund Ihres minderjährigen Prinzen Otto, betreffend die Wahl des Prinzen Otto zum König des zu einem unabhängigen Staat erhobenen Griechenland.“
August von Cetto heiratete am 11. April 1831 Elisabeth Catherine, die Tochter des Oberst Thomas Burrowes von Dangan Castle, in der Grafschaft Meath nördlich von Dublin. Das Paar hatte drei Kinder, darunter Anton Wilhelm von Cetto. 1833 traf Cetto als königlich-bayerischer Gesandter am Kaiserhof in Wien ein. Von 1835 bis 1867 amtierte er nochmals als bayerischer Gesandter in London.
Cetto wurde 1867 in den Ruhestand versetzt, wohnte in der Hill Street Nr. 6 am Berkeley Square Garden, nahm am gesellschaftlichen Leben der Metropole und noch im hohen Alter an den Empfängen bei Hofe teil.